# ホ・ヒョンマン
ホ・ヒョンマン（許炯萬、1945年 - ）は、韓国の詩人である。

## 経歴
1945年、全羅南道順天市で生まれる。中央大学校国文科卒業。現在は木浦大学校国文科教授。
1973年『月刊文学』に「冥婚」を発表して創作活動を始め、処女詩集『清明』以来、韓国詩壇において「叙情の嫡子」と言われる重鎮である。
40年間の詩歴において、叙情の絶え間ない深化を通じた自己省察と生命思想、他者発見の詩学を見せ続けており、特に言語の触覚が鋭利。
詩集『燃える氷』(2013)を始め、『陰という言葉』『始発電車』『魂の眼』など14冊の詩集を刊行し、活版詩選集『陰』、評論集『詩と歴史認識』『永郎 金允植研究』ほか、多数の著書がある。
韓国詩人協会賞、永郎詩文学賞、月刊文学東里賞、順天文学賞、光州芸術文化大賞、全羅南道文化賞(文学)、など多数受賞。
アナウンサーのホ・イルは息子。順天市立図書館に本を多く寄贈したため、同館内には「許炯万館」が設置された。

## 邦訳作品
- 『耳を葬る』吉川凪 訳、クオン、新しい韓国の文学、2013年12月